# Chehel Sotoun
Chehel Sotoun (oppure Chihil Sutun o Chehel Sotoon; in persiano چهل‌ستون‎, letteralmente "Quaranta Colonne") è un padiglione persiano nel mezzo di un parco, in fondo a una lunga piscina, a Isfahan. Il palazzo Chehel Sotoun è tra i 9 Giardini iraniani che sono registrati come uno dei 17 siti UNESCO patrimonio dell'Iran sotto il nome di giardino persiano.

## Denominazione
Il nome, che significa "Quaranta Colonne" in persiano, è stato ispirato dalle colonne di legno sottili che sostengono il padiglione d'ingresso e, quando si riflette nelle acque della fontana, si dice che sembrino essere quaranta.

## Storia
L'esistenza dell'edificio è documentata sin dal 1614, tuttavia un'iscrizione parla della fine dei lavori di costruzione nel 1647, sotto lo Shāh ʿAbbās II, che lo utilizzava per il suo divertimento e i ricevimenti. In questo palazzo, Shāh ʿAbbās II e i suoi successori avrebbero ricevuto dignitari e ambasciatori, sia sulla terrazza che in uno dei saloni signorili. L'edificio venne poi ricostruito a causa di un incendio scoppiato nel 1706.
Durante l'invasione afgana nel XVIII secolo gli affreschi dell'edificio vengono ricoperti di calce come segno di disapprovazione per lo sfarzo della corte, essi tuttavia si sono ben preservati.

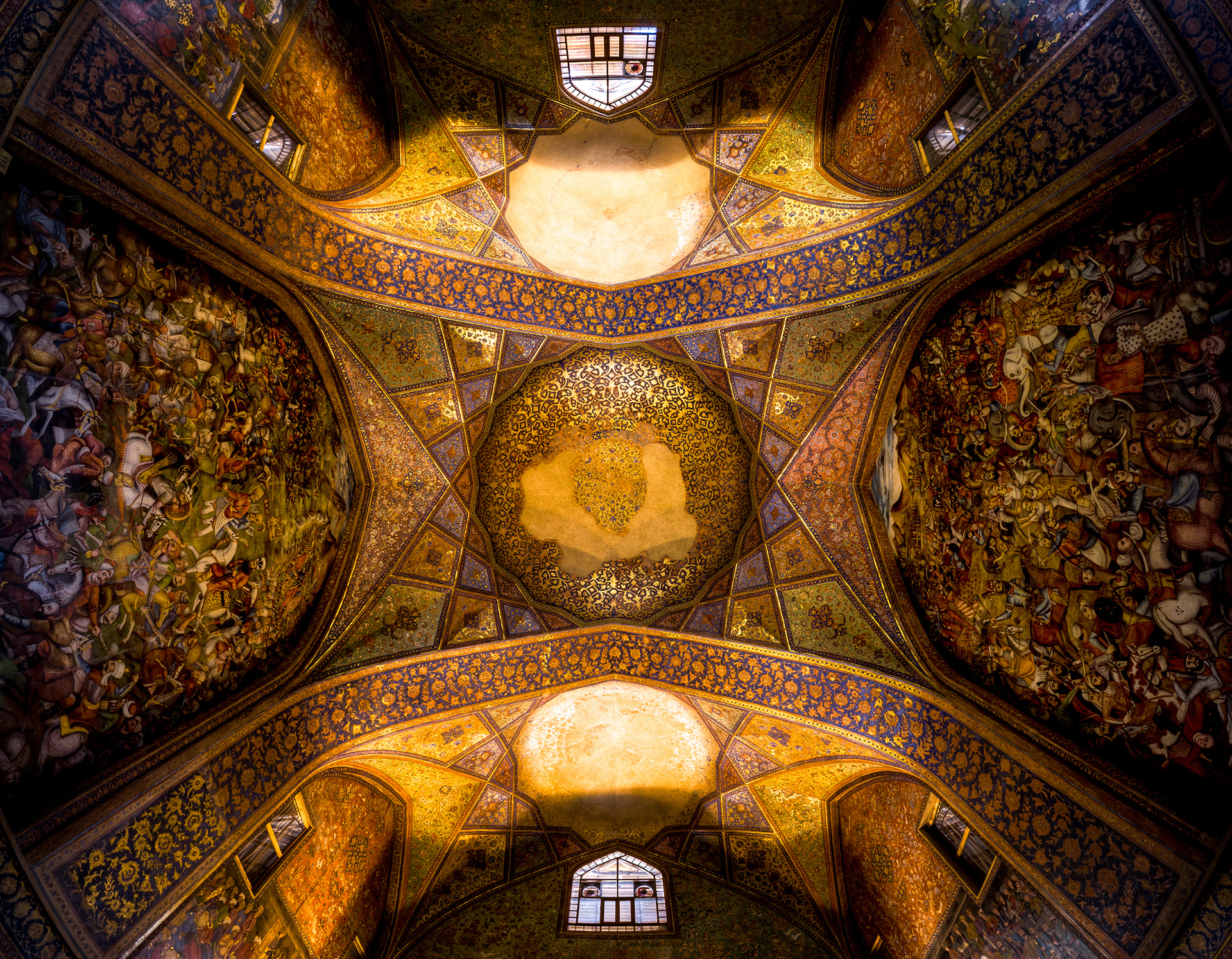
Opere d'arte nel soffitto e pitture murali

## L'architettura
Il padiglione è costruito secondo lo stile talar (il portico colonnato) di epoca achemenide. Esso è composto da un ingresso coperto da colonne scanalate e un soffitto a cassettoni con decori e intarsi.
Il Grande Salone o Sala del Trono è una sala decorata da affreschi e dipinti su ceramica. La parte superiore è decorata da affreschi di soggetto storico di grandi dimensioni e raffigurano la vita di corte in epoca Safavide nonché alcune grandi battaglie. I due affreschi centrali sono del periodo qagiaro, mentre gli altri quattro sono originali.

### Gli affreschi
Sopra la porta di ingresso sono raffigurati gli eserciti dello Shāh Ismāʿīl I nella battaglia di Taher-Abad del 1510 venne sconfitto e ucciso il re uzbeko. Una pittura più recente descrive la vittoria di Nadir Shah contro l'esercito indiano del sultano Mohmud (in groppa ad un elefante) a Karnal nel 1739. Abbas II riceve Nadir Khan, sovrano dei Turkestan, in compagnia di musici e danzatrici. 

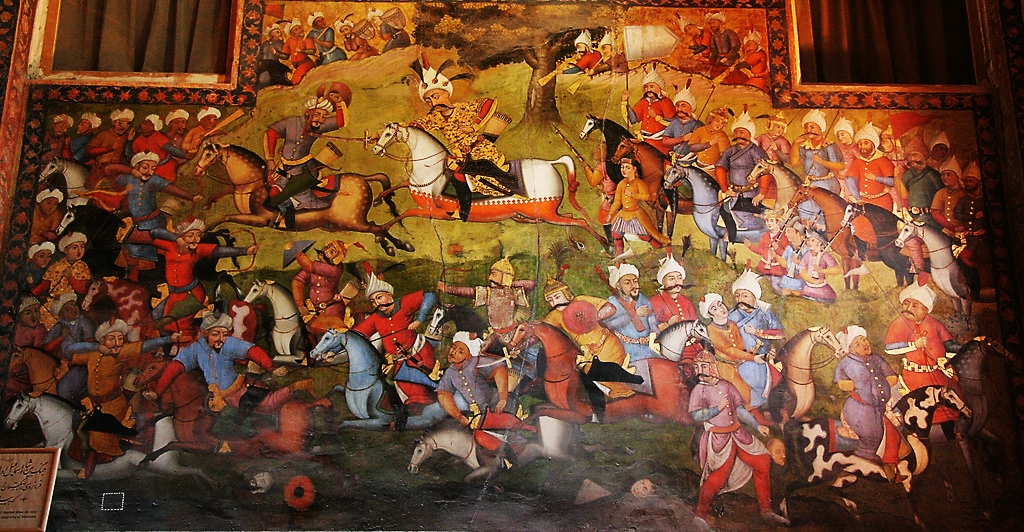
Ismail I sconfigge il re uzbeko
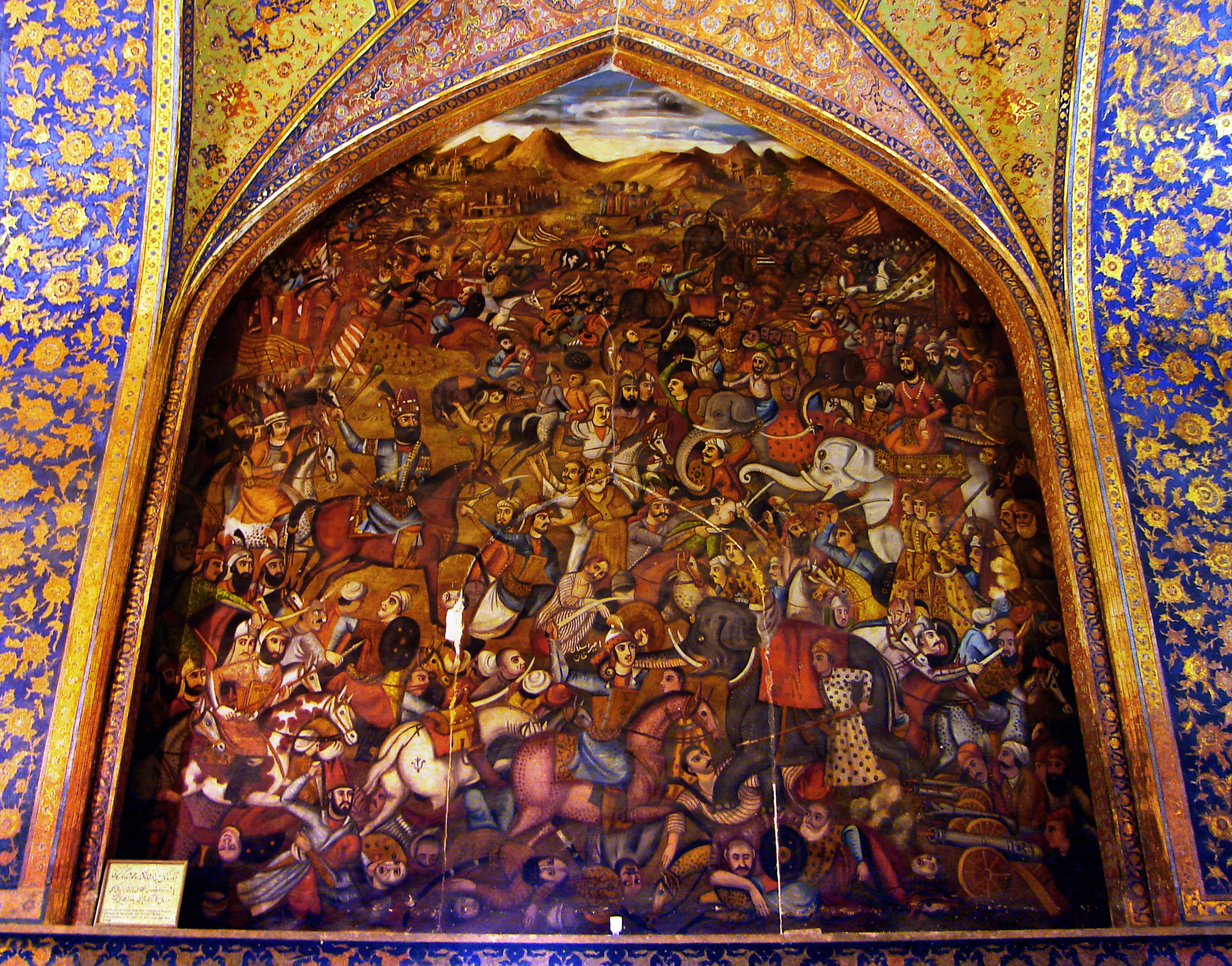
Nadir Shah combatte contro gli indiani
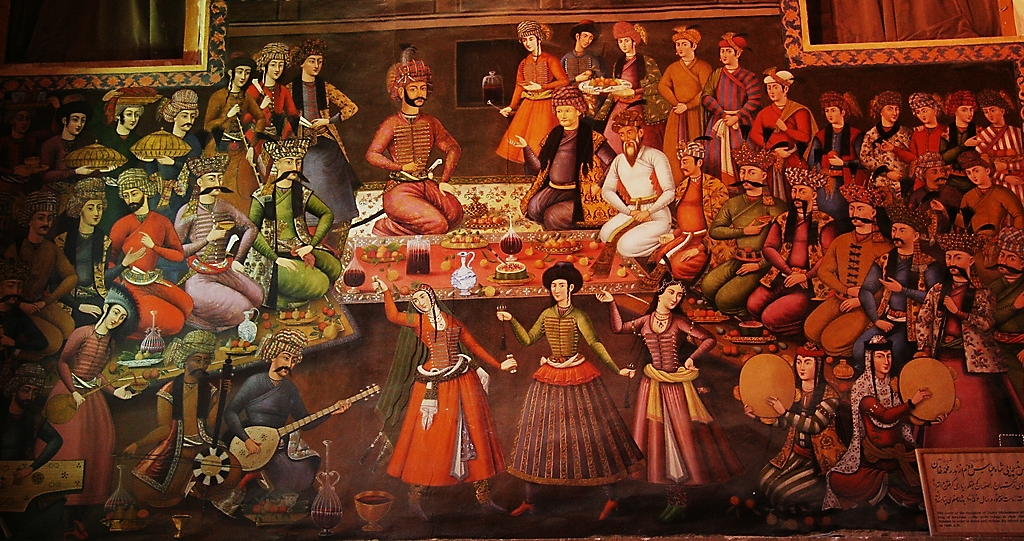
Shāh ʿAbbās II e il sovrano del Turkestan

Nella parete di fronte all'ingresso troviamo lo Shāh ʿAbbās I presiede un banchetto reale. La famigerata battaglia di Cialdiran dello scià Ismail I contro i giannizzeri del sultano ottomano Selim I, l'accoglienza dello Shāh Tahmasp all'imperatore Moghul Humayun rifugiatosi in Iran nel 1543.  

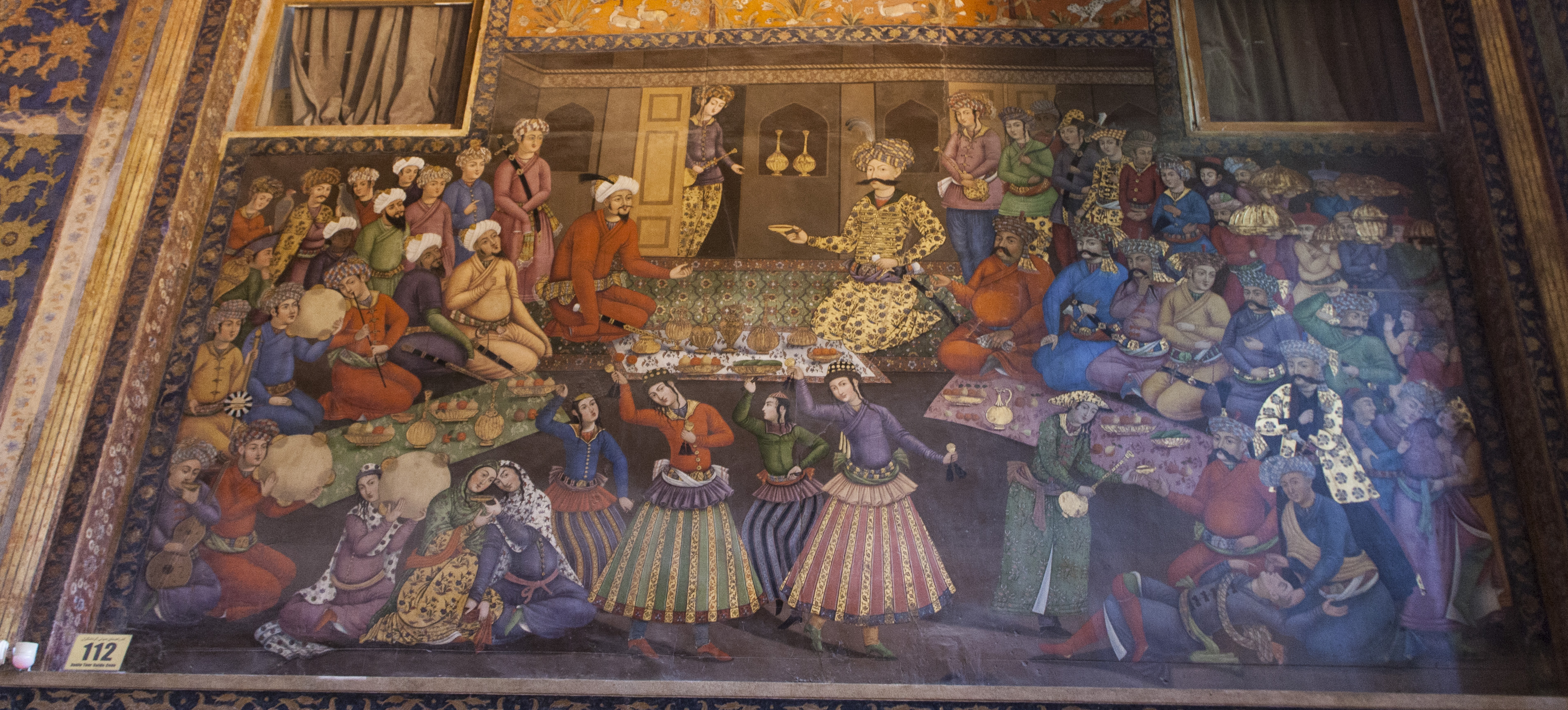
Lo Shāh ʿAbbās I presiede un banchetto reale.
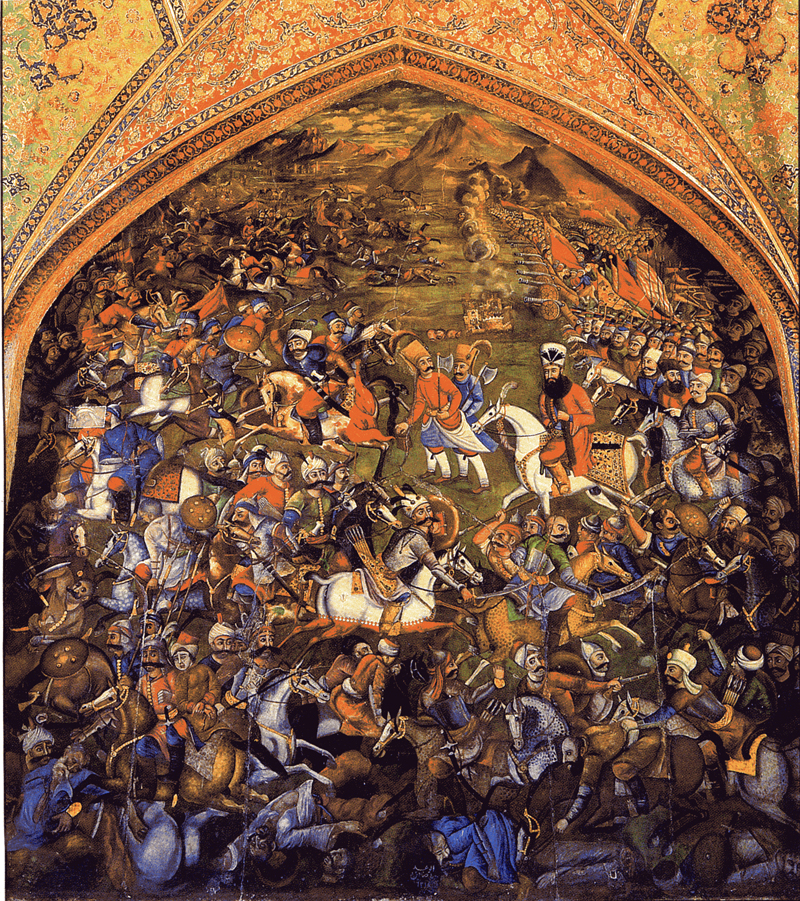
Battaglia di Cialdiran
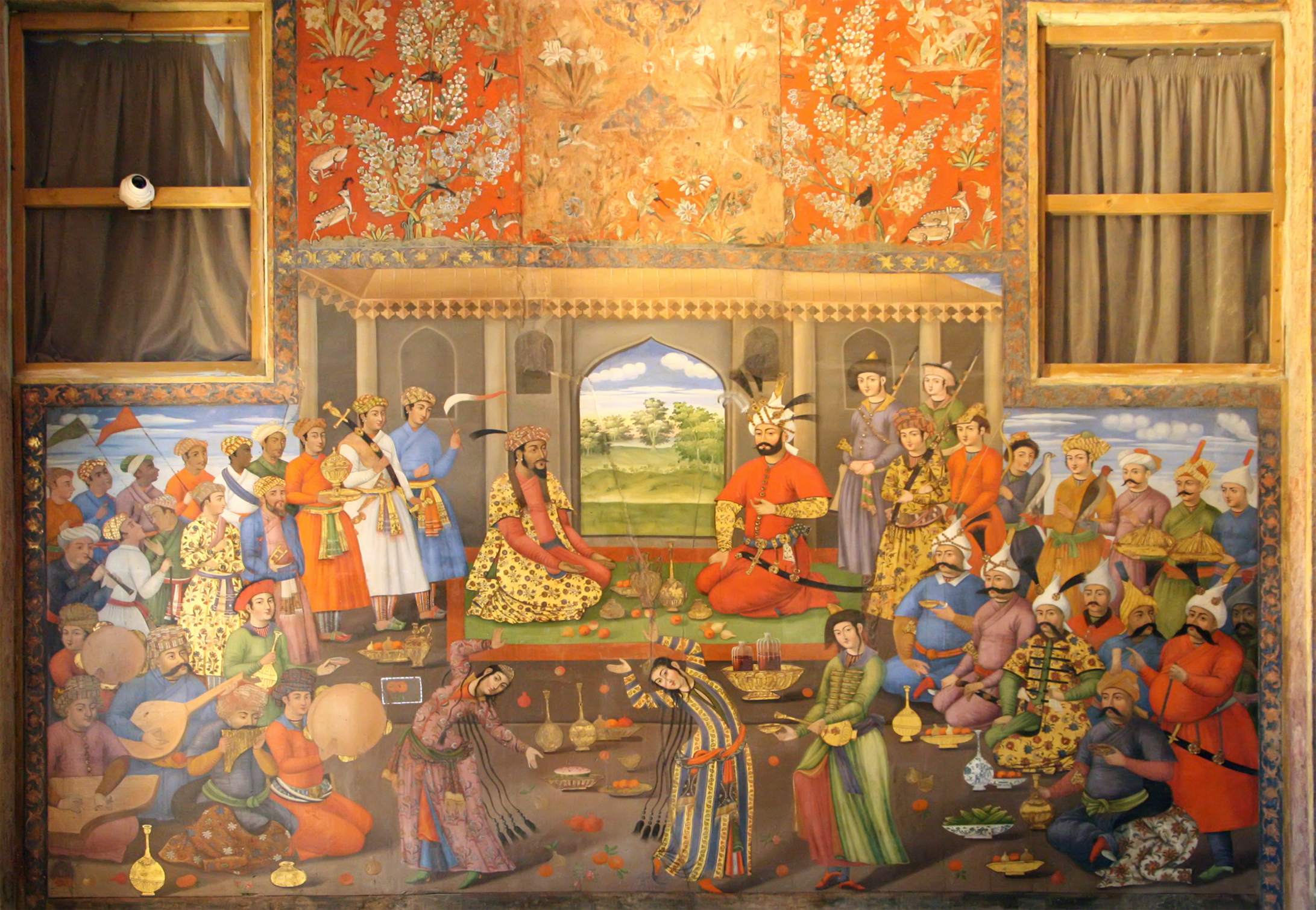
Lo scià Tahmasp con l'imperatore Moghul Humayun.

Ci sono anche meno raffigurazioni storiche ma ancora più estetiche in stile tradizionale, miniature che celebrano la gioia della vita e dell'amore. Molti dei pannelli di ceramica sono stati dispersi e sono ora in possesso di importanti musei in Occidente.

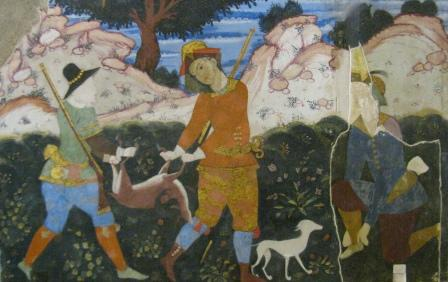
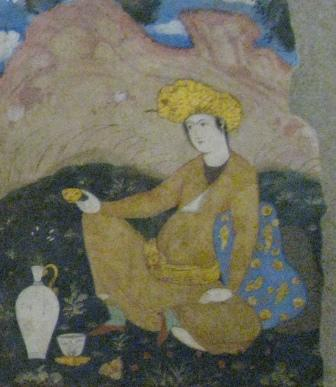
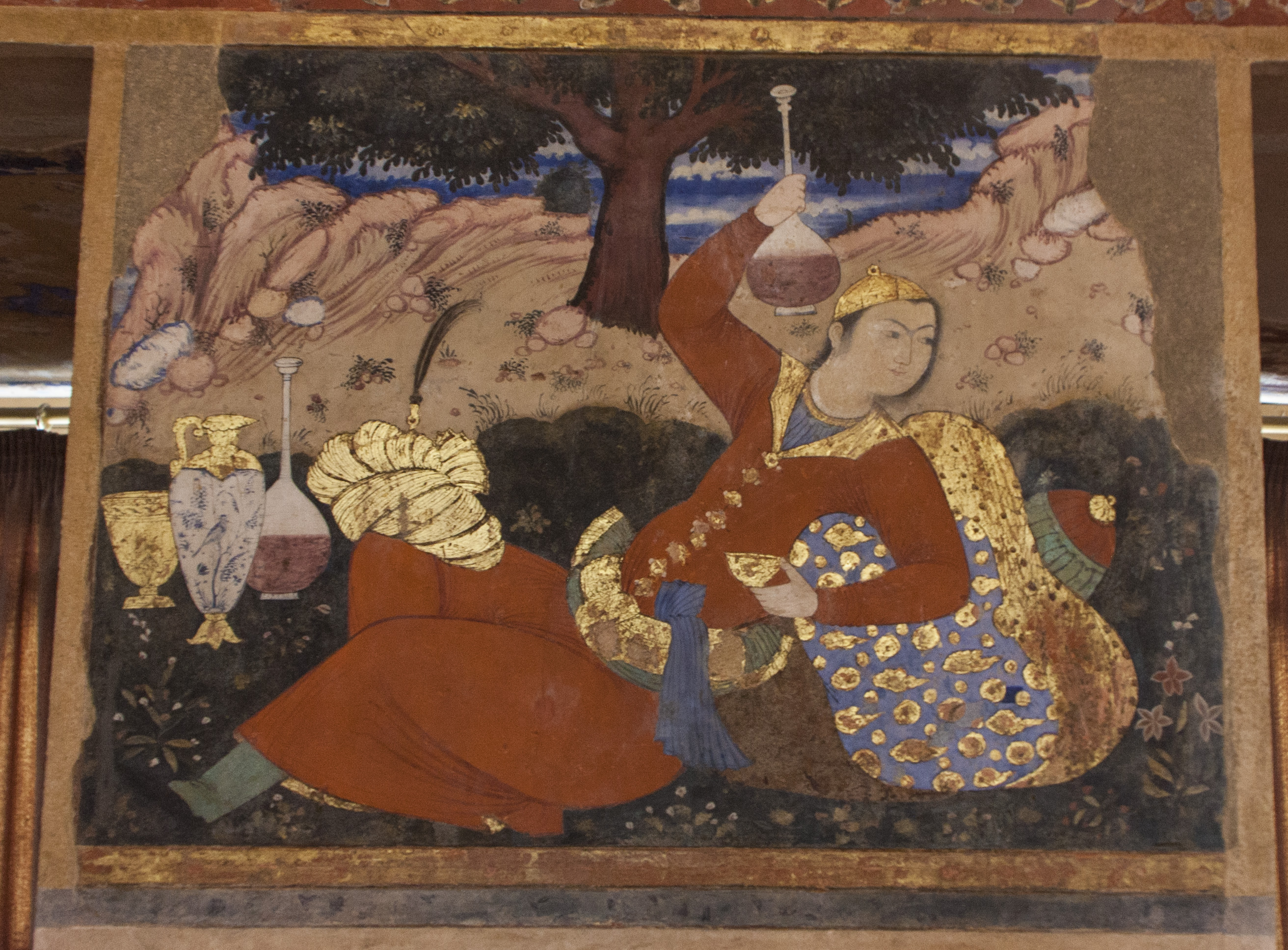
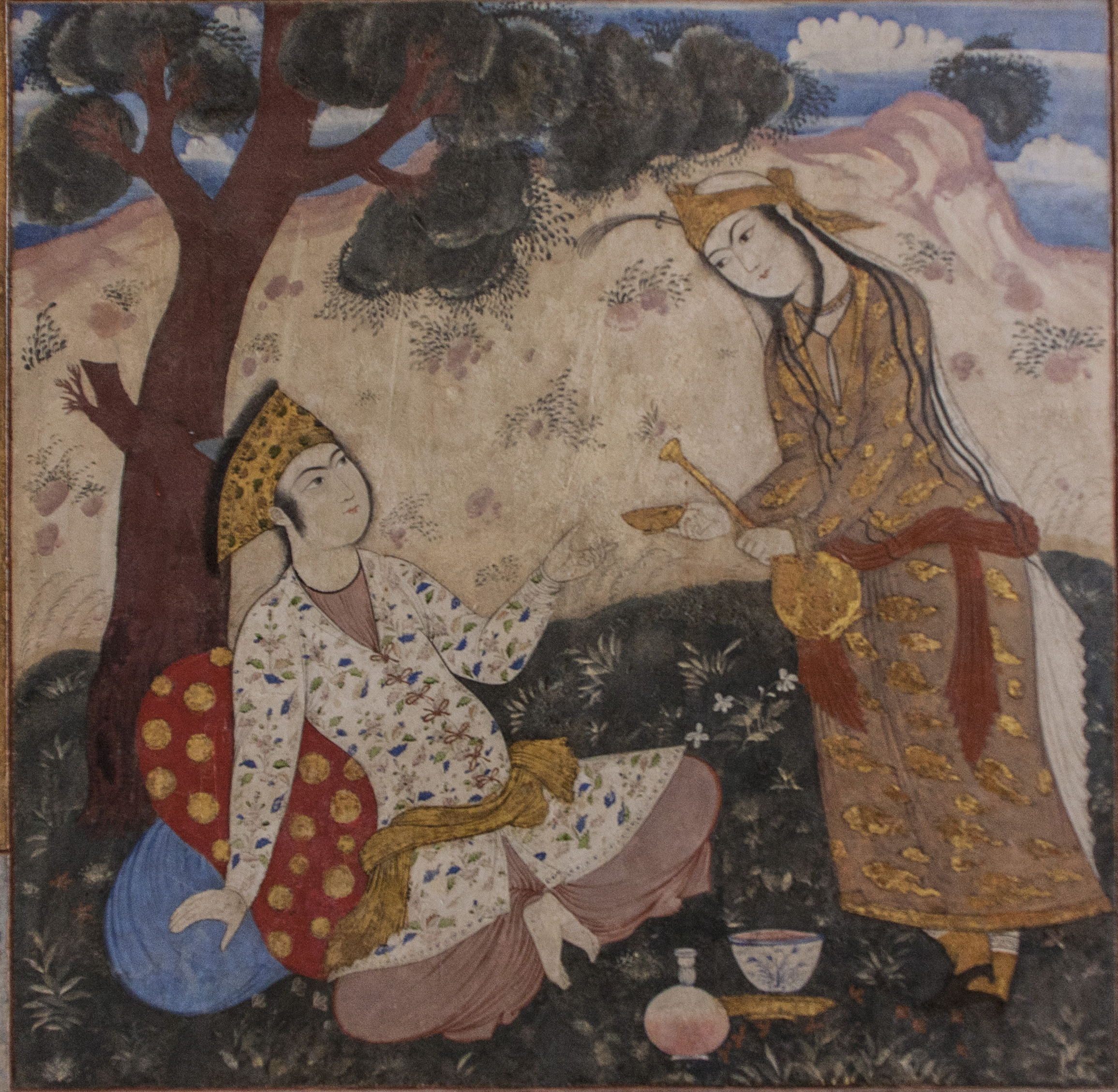

## Galleria d'immagini

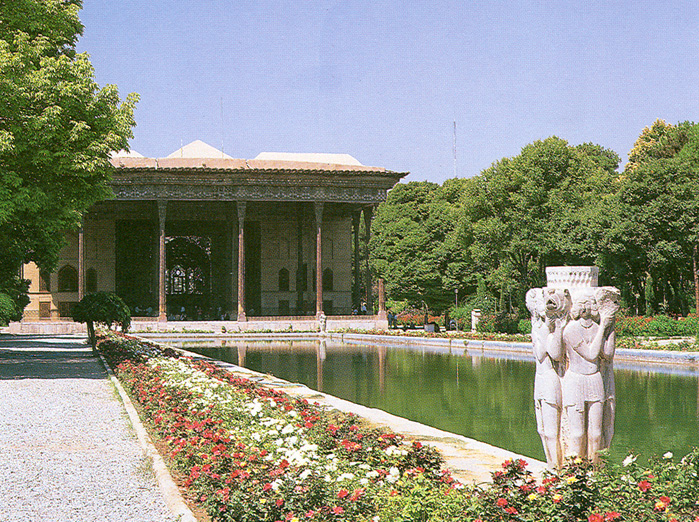
Al contrario dell'architettura ottomana e Moghul che si concentra sulla scala e sulla grandezza, l'architettura safavide è più sottile. Vista del palazzo Chehel-sotoun.
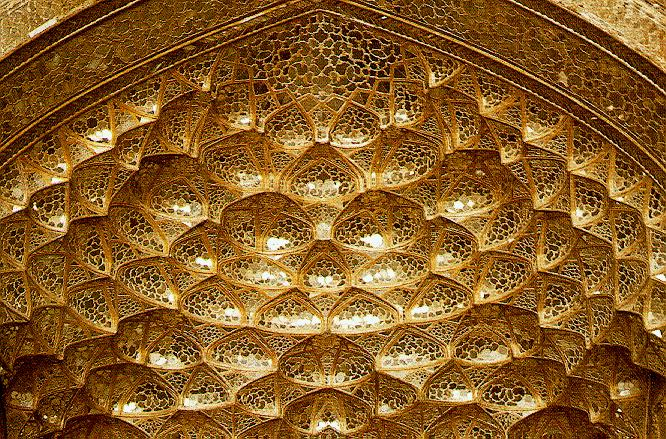
Facciata a forma di nido d'ape d'oro
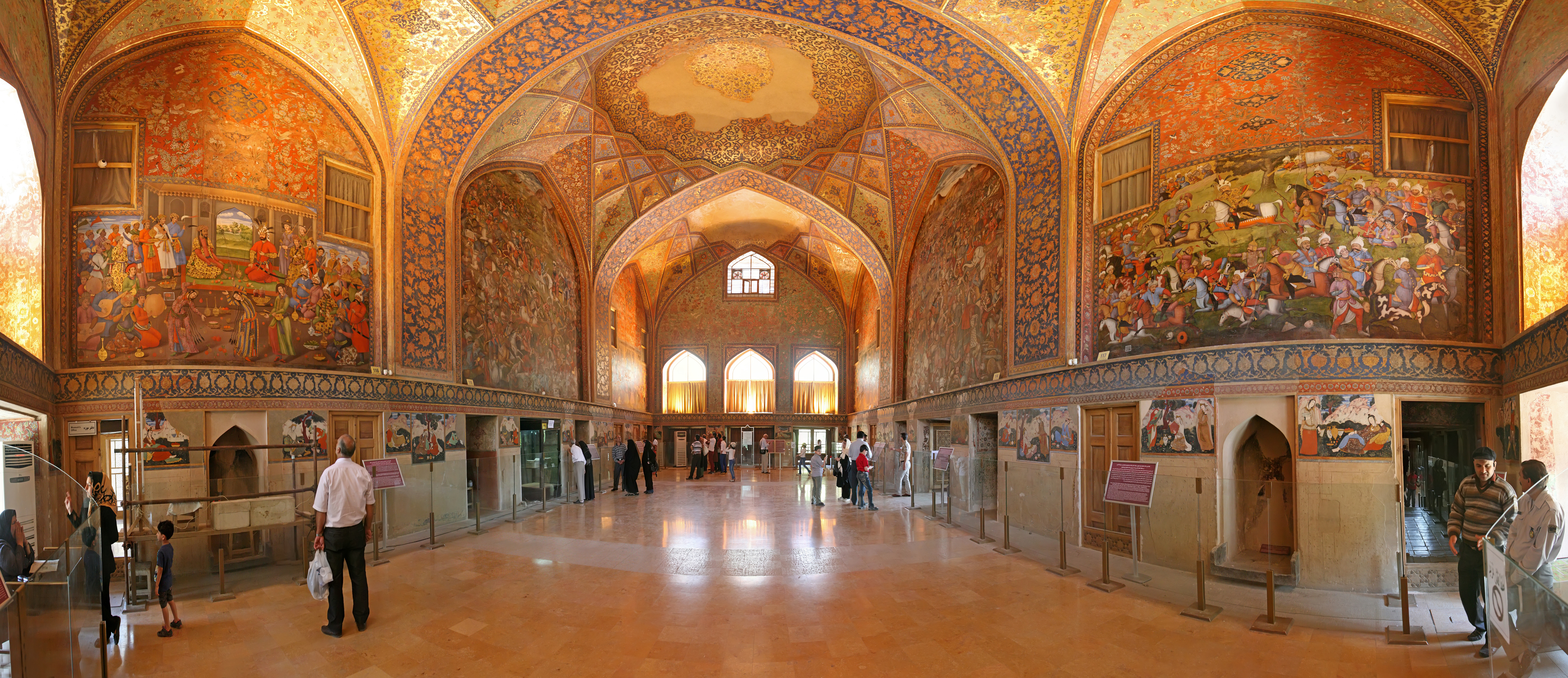
Dentro il museo
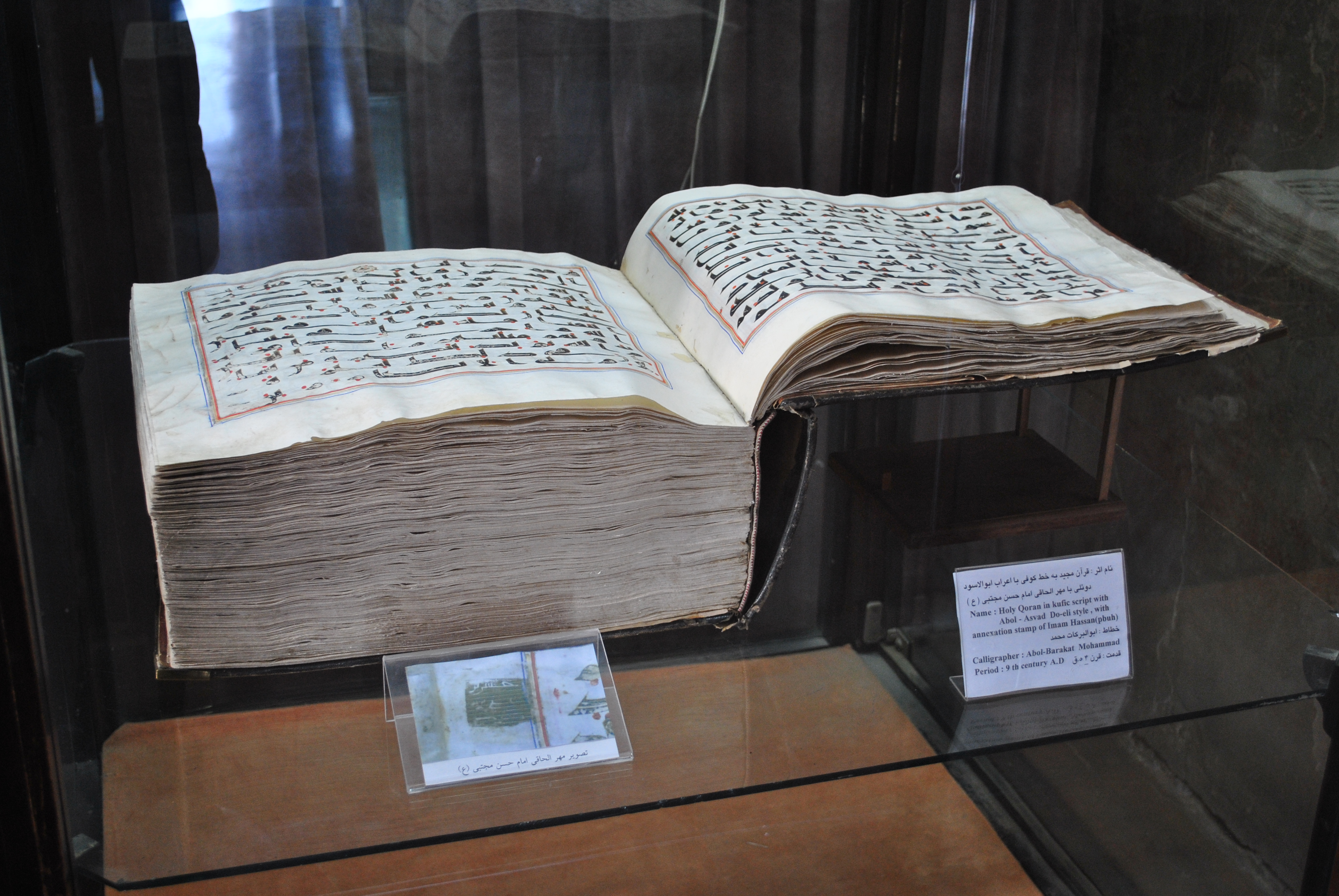
Il Corano in scritte cufiche
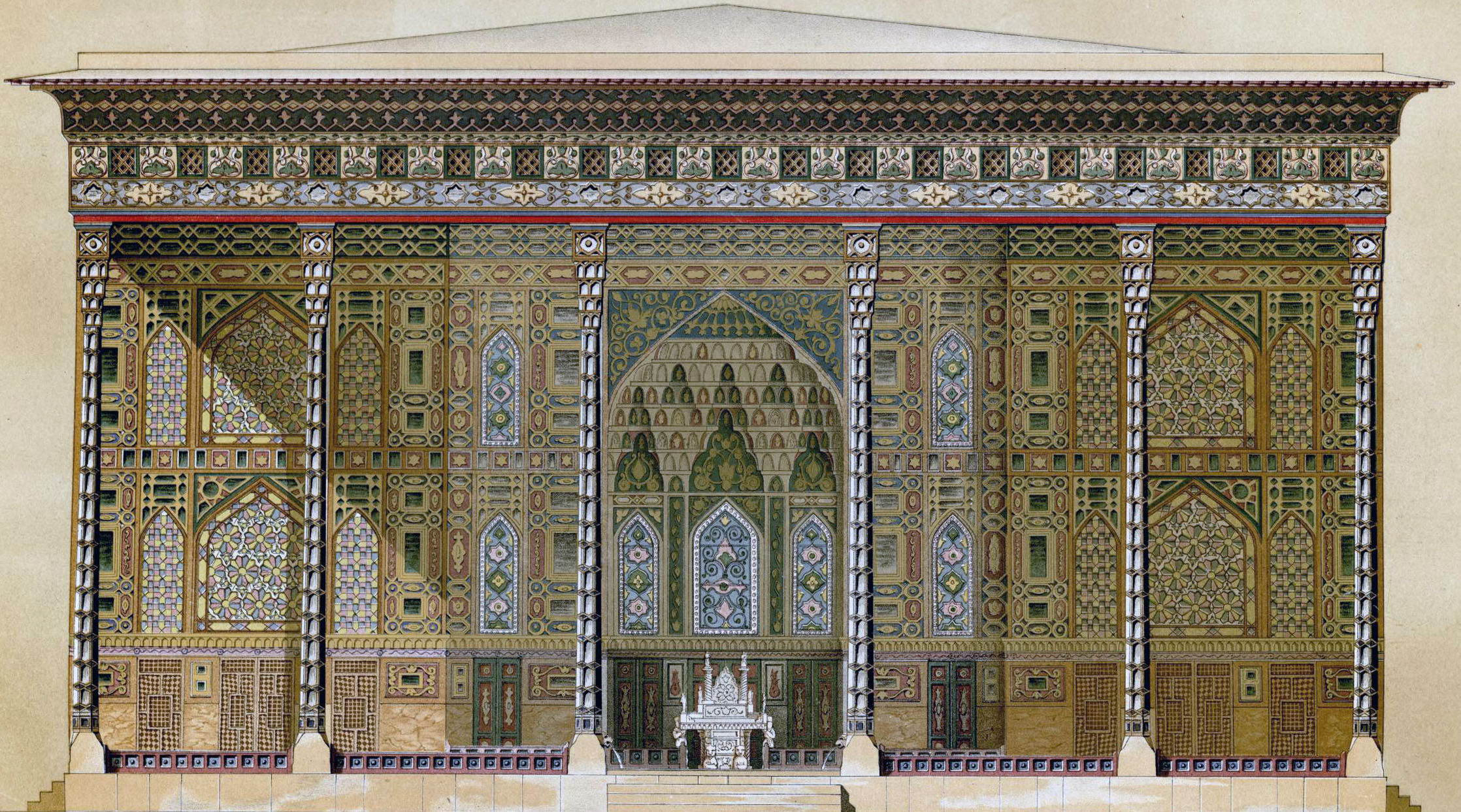
1840, di Pascal Coste